# Caridina fecunda
Caridina fecunda е вид десетоного от семейство Atyidae.

## Разпространение
Видът е разпространен в Индонезия.